# Phleum hirsutum
Phleum hirsutum är en gräsart som beskrevs av Gerhard August Honckeny.
Phleum hirsutum ingår i släktet timotejer och familjen gräs. Inga underarter finns listade i Catalogue of Life.